# Rhododendron stenophyllum
Rhododendron stenophyllum är en ljungväxtart. Rhododendron stenophyllum ingår i släktet rododendron, och familjen ljungväxter.

## Underarter
Arten delas in i följande underarter:
- R. s. ex
- R. s. angustifolium

## Bildgalleri

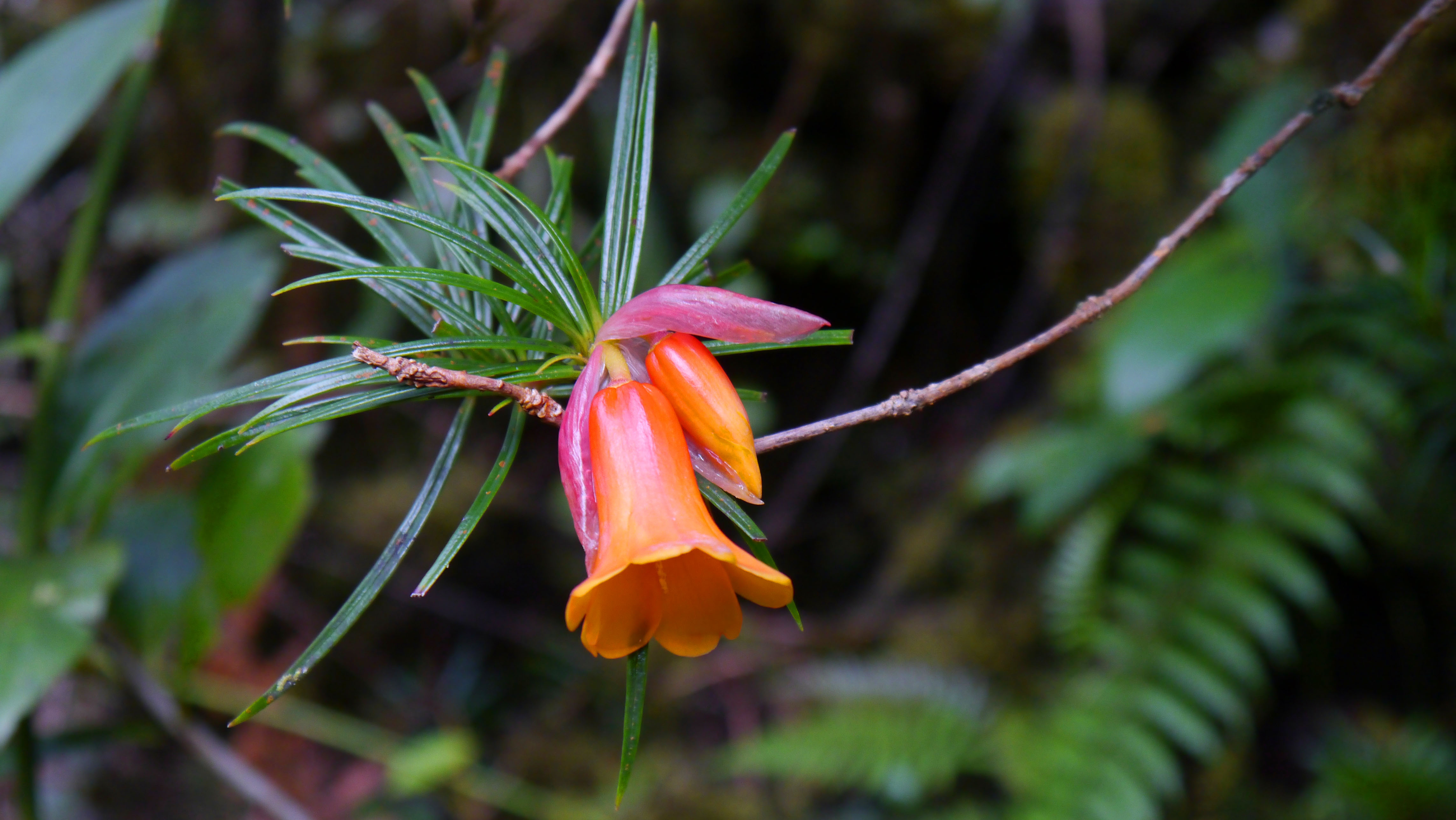